# Bodenbacher Drees

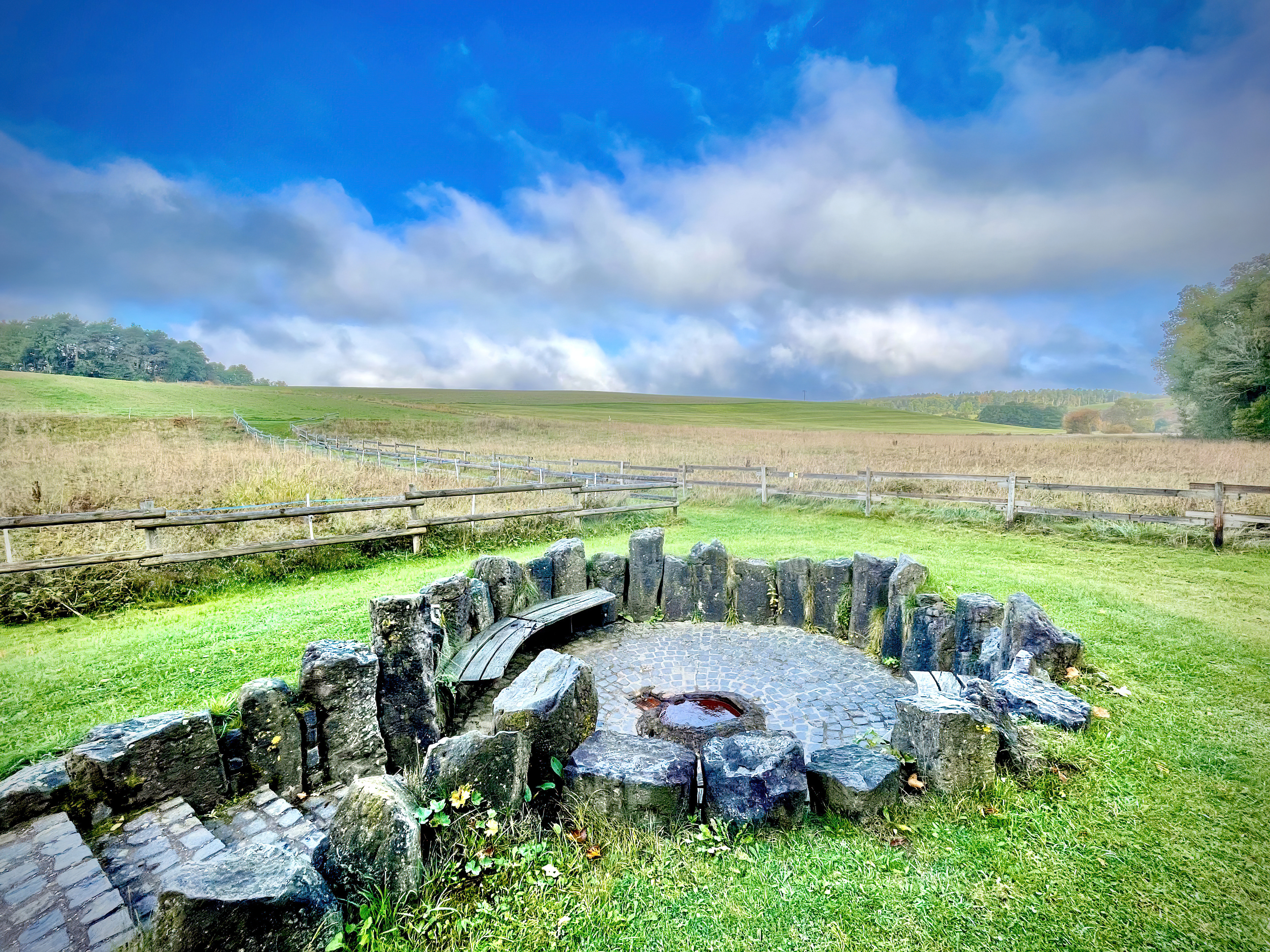
Bodenbacher Drees mit Basalteinfassung

Der Bodenbacher Drees ist eine Mineralquelle bei Bodenbach in der Vulkaneifel. 
Als Drees werden in der Vulkaneifel natürliche Mineralwasser- und Kohlensäurequellen bezeichnet, die oft zur lokalen Versorgung mit Mineral- und Trinkwasser genutzt wurden. Der Begriff soll von der keltischen Bezeichnung „Dreyse“ für sprudelnde Quelle stammen und eine sprachliche Verwandtschaft zum  altgermanischen Wort „Thrais“ für sprudeln oder wirbeln aufweisen. Anders als die von Mineralwasserherstellern betriebenen Brunnen der Gegend dienen Dreese heute eher denkmalerischen oder touristischen Zwecken. 
Der Bodenbacher Drees liegt nur einen Steinwurf linksseits vom Bach entfernt im Tal des Nohner Bachs und etwa 400 m südwestlich des Ortes Bodenbach.  

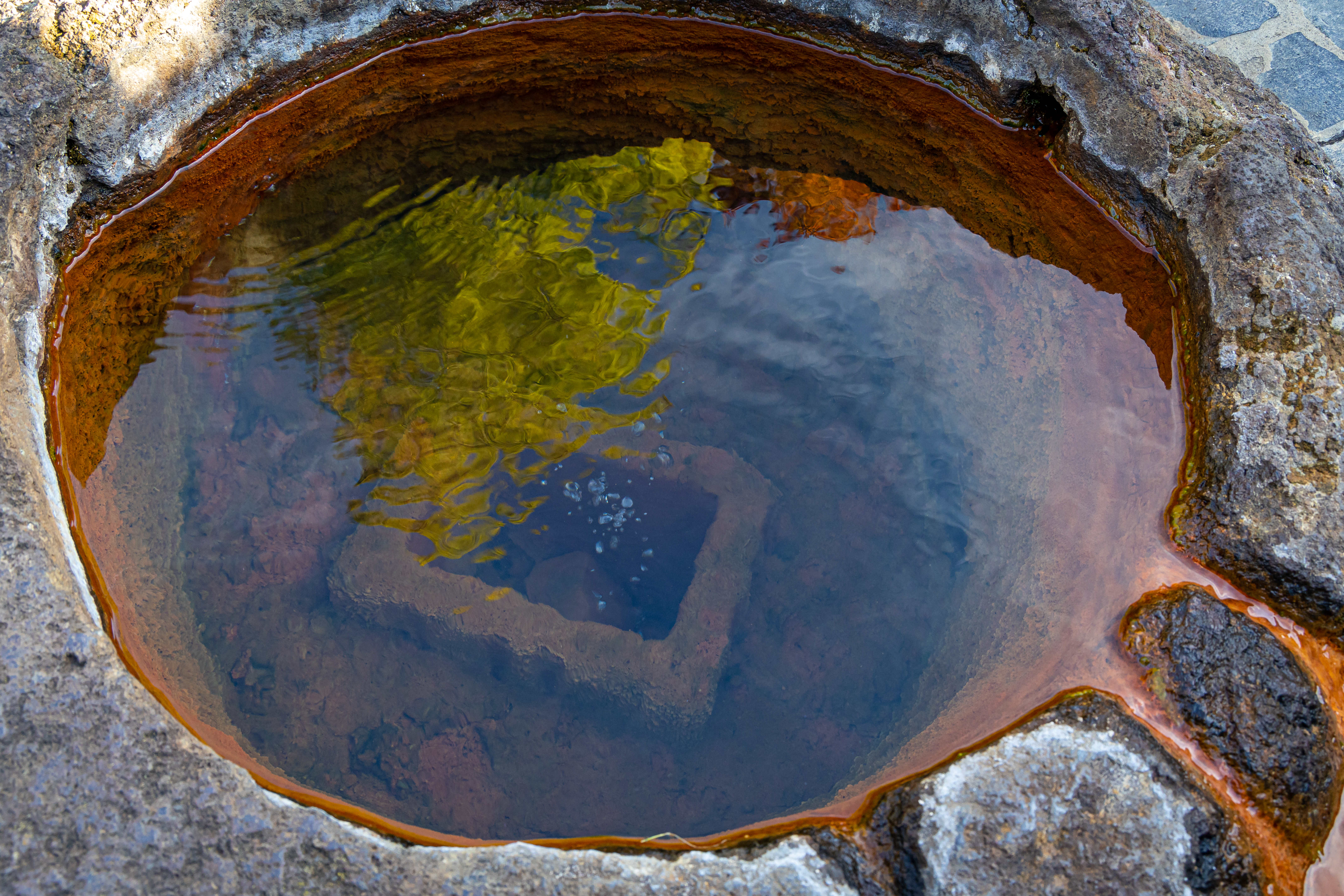
Äußere Einfassung, Innere Einfassung aus Eichenholz, aufsteigende Blasen

Es handelt beim Bodenbacher Drees  um einen Natrium-Erdalkali-Hydrogencarbonat-Säuerling, der unterdevonischen Sedimentgesteinen entspringt. Er ist in einem ringförmigen Basaltlavastein gefasst, dessen Alter unbekannt ist, ebenso wie der Zeitpunkt des Beginns seiner Nutzung als Trinkwasserquelle. Innen, auf der Brunnensohle und unterhalb des Wasserspiegels, ist noch eine ca. 30 cm hohe rechteckige Umfassung aus Eichenholz sichtbar. Das innere der Einfassung und der Abfluss weisen rostrote Ausfällungen von Eisen und Mangan auf. Regelmäßig steigen aus der Tiefe Bläschen auf. Das Wasser ist trinkbar und wird zweimal im Jahr geprüft.
Die direkte Brunnenumgebung wurde in den 1990er Jahren von Basaltsäulen rund eingefasst, um die Anlage bei Hochwasser des nahen Bachs vor Zuschwemmen zu schützen.  Der Drees ist über eine kleine, nach unten führende Treppe zu erreichen. In der Umfassung befindet sich zwei Sitzbänke. Die Umgebung des Dreeses wurde mit Sitzgelegenheiten und einer Infotafel gestaltet. 
Der Drees ist an mehrere Wanderwege angeschlossen und von Bodenbach aus beschildert. 